# Editing
 (avril 2022).
Editing est une agence de presse photographique qui a exercé de 1988 à 2007 à Lyon puis à Paris.

## Historique
Émanation du groupe qui animait le service photo du journal Lyon-Libération depuis sa création, l'agence photographique de presse Editing fut créée en septembre 1988 à Lyon par Serge Challon, chef du service photo, après avoir été éditeur photo à l’édition nationale Libération, Marie Christine Thillet, laborantine et iconographe (tous deux anciens élèves de l'école nationale supérieure de la photographie d'Arles respectivement promotions sorties en 1985 et 1986) et les photographes Guillaume Atger, Gérard Amsellem, Jean Paul Bajard, Christian Ganet et Philippe Schuller, rejoints deux ans plus tard par Éric Karsenty (ENSP Arles promotion sortie en 85) chargé de mission au Mois de la Photo de Paris. 
Le choix du nom de l'agence faisait alors référence à l'exposition montée par Serge Challon l'année précédente aux Rencontres internationales de la photographie d'Arles qui présentait six mois dans la vie du journal Lyon Libération et qui s'intitulait « Lyon Libération, editing » et au terme utilisé dans la profession pour citer l'acte de sélectionner les images à publier ou à diffuser, ce moment crucial où s'affirme l'intégralité du projet et de la volonté du photographe. L'agence Editing se présentait comme une agence de photographes dans l'esprit de ses grandes sœurs comme l'agence VU, filiale à l'époque du journal Libération et créée deux ans plus tôt par Christian Caujolle et Zina Rouabah, l'agence Magnum, ou encore Rapho dirigée alors par Mark Grosset, pour lesquelles prévalait l'affirmation de l'autorité des photographes sur les choix des sujets traités, la manière de les réaliser, la sélection des images à publier comme celle des supports autorisés à le faire, et généralement à assumer toutes les décisions liées à la vie de leurs images. C’était aussi le temps de la naissance de l’association Droit de Regard qui souhaitait défendre les droits des auteurs face aux directeurs artistiques des magazines.
Editing revendiquait les approches photographiques subjectives et personnelles de l'actualité et des faits de société, en France et à l'étranger, des photographes qu'elle représentait. En 1993, tout en conservant son implantation originelle à Lyon et pour faciliter l'accès des éditeurs aux images (diapositives, tirages, négatifs), l'agence Editing transféra ses archives dans de nouveaux locaux situés au 104 de la rue Oberkampf à Paris, une adresse déjà connue par la présence des agences Contact Press Images dirigée par Robert Pledge et Dominique Deschavanne, et Eurelios, l'agence du photographe Philippe Plailly, disparu en septembre 2008. 
La liste des photographes qui ont collaboré avec l'agence Editing à un moment de leur carrière est importante, outre ses fondateurs, on peut citer sans être exhaustif : Jean-Claude Coutausse, Patrick Artinian, Bertrand Desprez, Jean-François Compos, Alexis Cordesse, Jean-François Joly, Jean-Marie Huron, Michel Gasarian, Gilles Saussier, Ambroise Tézenas, David Morel, Éric Larrayadieu, Jean-Marc Lalier, Raphael Helle, Patrick Bard, Éric Dexheimer, Stephano de Luigi, Michel Massi, Sébastien Erome, Yoray Liberman, Jean-François Marin, Bruno Amsellem, Anne van der Stegen, Didier Lefèvre… D'autres photographes lui confièrent la distribution de leurs archives, comme ceux de l'agence Métis Images lorsqu'elle ferma ses portes en 2004 (Pascal Dolémieux, Marie-Paule Nègre, Xavier Lambours, Michel Séménakio …) ainsi que certains magazines comme L'Express, ou des agences étrangères comme Panos (Grande-Bretagne), Hollandse Hoogte (Pays-Bas), MAP (Bangladesh) ou encore Grazia Neri (Italie). 
Pendant de nombreuses années, l'agence Editing fut très présente dans les diverses discussions qui agitèrent la profession au sujet par exemple du droit à l'image des personnes et des biens photographiés, du statut social des auteurs photojournalistes, de la liberté d'informer, ou encore du rôle de la photographie dans la presse, notamment par l'intermédiaire de son directeur Serge Challon qui siégea pendant neuf ans à la présidence du Syndicat des agences de presse photographiques d'information et de reportage (SAPHIR : Magnum, Rapho, Cosmos, Contact Press Images, Andia, AFP, Reuters, AP, Vu…) et au sein du conseil d’administration de la Fédération française des agences de presse (FFAP). 
L'histoire de l'agence fut scandée par la publication de nombreux ouvrages monographiques comme La Danse des pierres en 1990 de Jean-Claude Coutausse aux éditions Denoël ; Les 60 Jours de Jospin sur le premier tour de la campagne des élections présidentielles de 2002 par Stéphane Ruet aux éditions Lamartinière ; Amours de vieux et vieilles amours d'Éric Dexheimer aux éditions Editing/Alternatives ; Les Calédoniens de Jean-François Marin aux éditions Grain de sable (création exposée et coproduite par le Centre culturel Tjibaou à Nouméa)… ou collectifs comme Ça me rappelle un film, livre produit par Editing et les éditions Parole d'aube et dirigé par Jean-Paul Bajard, à l'occasion du 100 ème anniversaire de la naissance du cinéma qui associa des personnalités du grand écran comme Claude Chabrol, Jacques Audiard, ou encore Patrice Chéreau, Charlotte Rampling, Patrick Bouchitey… invitées à écrire l’extrait d’un scénario imaginé à partir de photographies  proposées par l'agence (exposition Galeries Photo FNAC). 
Les travaux des photographes trouvèrent aussi une autre forme d'aboutissement dans le cadre des nombreuses expositions de leurs travaux personnels ou rassemblant plusieurs photographes dans des projets de l'agence comme la production, en partenariat avec le comité d'entreprise d'EDF (CCAS) à l'occasion du soixantième anniversaire des congés payés, baptisée Vacance, Vacances présenté aux Rencontres Internationales de la Photographie d'Arles en juillet 1996; l'exposition itinérante Editing mise à jour au fil des reportages ou encore Europe Echelle 25 diffusée par les Galeries Photo Fnac soutenue par les Galeries Photo FNAC, Canon et l'Agence Spatiale Européenne, et dont a été extrait par exemple l'ouvrage de Patrick Bard : Carnet d'Europe aux éditions du Seuil… Editing fut aussi une structure de production de projets ouverts à d'autres photographes, c'est ainsi par exemple que Serge Challon créa et dirigea le projet Terres Minées pour Handicap International et réunit Jane Evelyn Atwood, Marie-Paule Nègre, Suzan Meiselas, Anne van Der Stegen et Claudine Doury dans une commande et une exposition collective présentée à Genève, Paris et Lyon.
En 2001, l'agence Editing reçoit le soutien du groupe Server, qui prend une participation de 25 % de son capital. Ce groupe fondé et dirigé par Thierry Ehrmann (fondateur du site d'information sur les indices de l'art ArtPrice.com et de la Demeure du chaos à Saint-Romain-au-Mont-d'Or) contribue à lui permettre de développer la mise en ligne de sa base photographique numérisée et accessible sur le réseau Internet tout en continuant à garder disponibles aux éditeurs plus d'un million de documents originaux conservés dans son fonds. 130 000 photos, sur le million en stock sont mises en ligne entre cette date et l'arrêt de la société,
À partir de 2005, un manque important de visibilité sur les pratiques commerciales à venir des agences photo associées aux exigences croissantes de réduction des prix des éditeurs et la grande précarité économique qui commence à toucher les photographes, ne permet plus aux fondateurs d'Editing, devenue Editing Server, d'envisager sereinement l’avenir de l’agence et plus globalement ses capacités à soutenir et diffuser les travaux de ses auteurs et de certaines formes d'écritures documentaires. L'entreprise se place en redressement judiciaire pendant dix-huit mois qui lui permettent de retrouver un équilibre financier et de reprendre son autonomie de gestion et de développement.   
Le contexte économique est complexe à ce moment-là. La multiplication des offres de "forfaits" faites aux magazines par quelques grandes agences (AFP, SIPA ....) accélère inéluctablement la perte de valeur de la photographie sur le marché de la presse, processus déjà engagé depuis de nombreuses années par le développement de la diffusion de photographies "libres de droits". Cette accumulation de coup de canifs dans les règles commerciales établies accentue les difficultés financières de l'ensemble des producteurs et diffuseurs d'images de presse (photographes et agences).  
La ligne éditoriale exigeante et les conditions générales de ventes d’Editing Server, qui ne semblent plus convenir aux magazines, tout comme la disparition progressive de leur volonté de maintenir une multiplicité de sources, sont évoquées dans le communiqué publié par les fondateurs pour annoncer la cessation définitive de l'activité de l'agence en mars 2007.